# Fustany

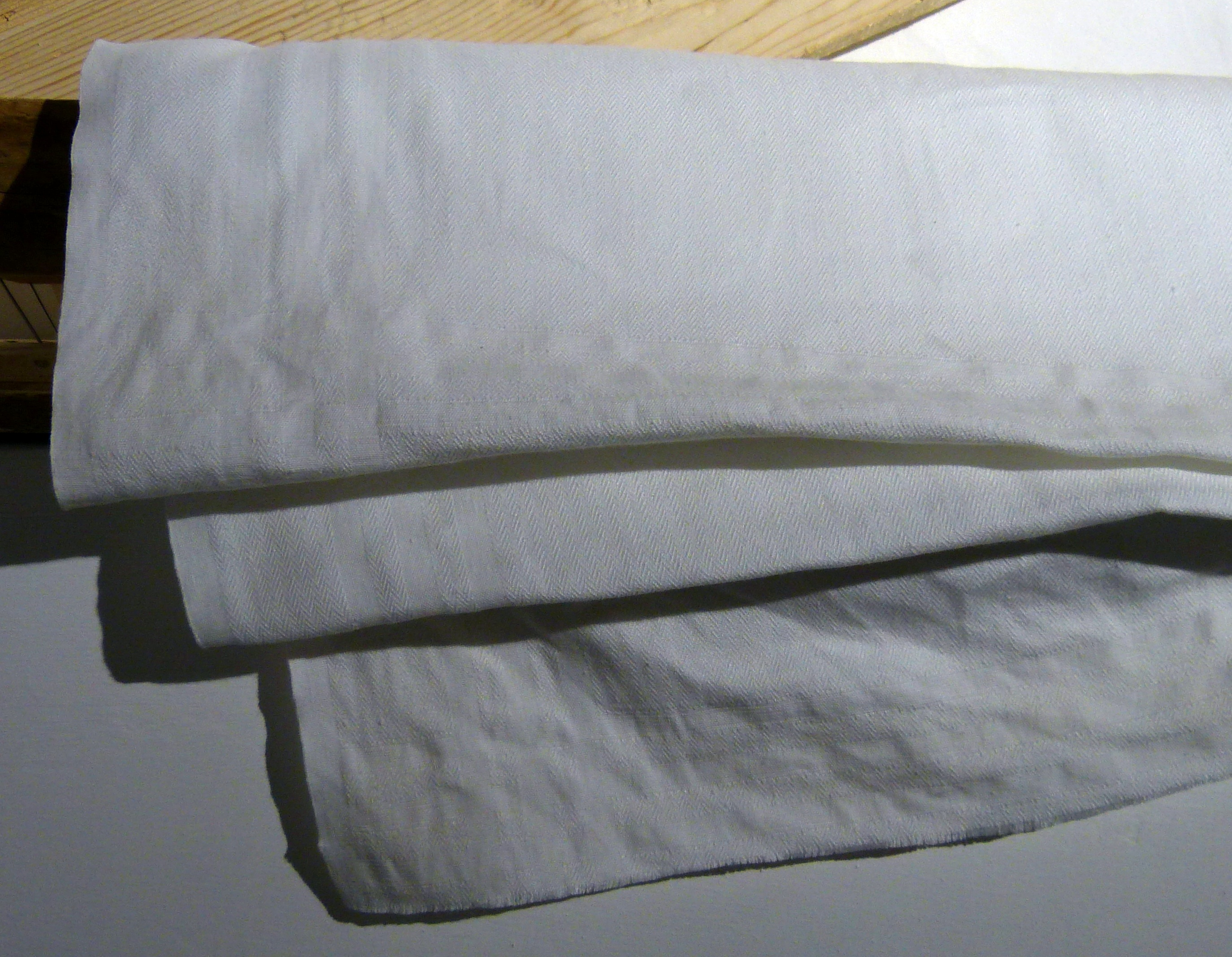
Peça de roba de fustany.

El fustany és un tipus de roba de cotó gruixuda. Fins a l'Edat Mitjana el fustany era un teixit amb barreja de cotó i lli, amb variacions segons la ciutat on es confeccionava, és per això que el mateix teixit rep diferents noms intraduïbles: moleskin, beaverteen, doeskin, etc. Per la seva trama resistent a l'ús continuat i a les rentades va esdevenir un dels teixits preferits per elaborar vestimenta masculina, sobretot la de fer feines que impliquen haver-se d'embrutar, i per a fer roba de llit o per a tovallons i estovalles. Actualment el fustany és un nom genèric que inclou teixits de cotó de sarja senzilla també dita roba texana i altres més suaus i elaborats, semblants al vellut, com la pana.

## Característiques
Antigament es feia amb un ordit de lli i la trama de cotó, actualment es fa o bé amb cotó o bé amb llana. La seva característica principal és la robustesa i resistència pels materials emprats i pel volum que confereix l'armadura de la sarja, i per la suavitat que aporta el tractament de molta a l'acabament del procés, la qual cosa li dona un tacte més o menys vellutat.
El fustany és molt semblant al denim amb què es fa la roba texana, del qual probablement és una derivació. La diferència entre aquests dos teixits està en el color del l'ordit: en el fustany la trama i l'ordit són del mateix color, mentre que en el denim trama és blanca o de color cru i l'ordit és blau.

## Història
Aquest tipus de teixit ja s'elaborava en l'antiguitat, en llatí es deia fustaneum o fustanum i en llatí medieval s'anomenava pannus fustāneus o tela fustānea , i probablement el nom derivi de la ciutat egípcia de Fustat, situada a prop del Caire on es feia aquest teixit.
El fustany que es feia a l'Edat Mitjana era un teixit gruixut però respectable fet amb trama de cotó i ordit de lli. Sembla que el terme es va fer ràpidament menys precís i s'aplicava a qualsevol teixit de llana i de lli d'aspecte bast. Era molt valorat pel seu component de cotó que, en l'Edat Mitjana arribava a Europa importat de l'Índia per mitjà dels mercaders venecians, cosa que el feia més costós comparat amb el teixit de lli, planta conreada a la Mediterrània.
Des d'Itàlia es va difondre al segle xiii, posat de moda a França, a la resta d'Europa. El més valorat era l'elaborat a Milà. Des del segle xv la zona de Chieri, al Piemont, es va especialitzar en la producció de fustany de color blau, tenyit amb glast[1], gràcies a les mesures proteccionistes del Ducat de Savoia, el qual però no tenia un port idoni per al comerç a gran escala. Niça i Vilafranca de Mar en feien les funcions però eren insuficients, per tant el comerç va quedar gairebé monopolitzat pels mercaders genovesos. Fins a mitjan segle xviii, des del port de Gènova, es transportava als principals ports de l'Atlàntic, sobretot als Països Baixos, Anglaterra i Amèrica.
A Anglaterra, durant el regnat d'Eduard III, el fustany designava a més dels teixits de cotó també els de llana. En una petició al Parlament anglès durant el regnat de Maria I, s'esmenta el «fustany de Nàpols». En els segles xiii i xiv els hàbits dels sacerdots i els vestits de les dones estaven fets de fustany, i encara que actualment també se'n fan, el fustany es fa servir més per a la roba de treballar.
Amb la Revolució Industrial, es va aplicar maquinària específica per a l'elaboració d'aquest teixit que li donava un acabat més perfecte i n'abaratia el preu. La regió anglesa de Lancashire es va especialitzar i la zona del Gran Manchester aviat va liderar el mercat. Altres centres de producció eren: la ciutat de Congleton, a Cheshire, Mow Cop, a Staffordshire i Heptonstall, a West Yorkshire. Entre el 1800 i el 1850 va ser molt venut a Austràlia, on l'anomenen Baragan Fustian. A començaments de segle xx va estar de moda el fustany de cotó tintat de diversos colors.

## Manufactura

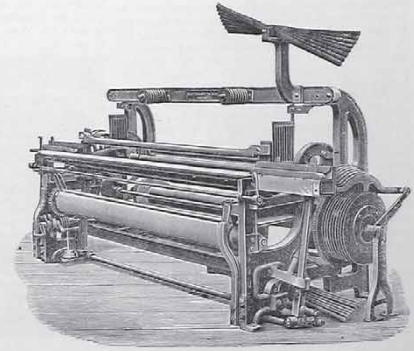
Teler emprat a les fàbriques de Manchester el 1892.

És crucial en el procés de manufactura la manera com es talla el fustany. Antigament era una feina delicada per a la qual es feia servir un tallant especial. Aquesta eina d'uns 50 cm de llarg i d'aspecte semblant al d'una llança tenia un acabament d'uns 10 cm finament esmolat com una fulla d'afaitar. S'inserien pel llarg del teixit dos fils de l'ordit i per sota de la trama s'aixecaven i, mentre aquests feien de guia, la fulla tallava la trama. En la pana hi havia set fils per polzada, per tant al llarg d'un pern de 31 polzades calia fer 320 talls. A partir de la dècada del 1860, la peça de roba s'estenia sobre un taulell d'unes 22 iardes, i els tallants avançaven per damunt tantes vegades com fos necessari; en èpoques recents la roba es tensava sobre una taula de 6 peus i es feien totes les tallades i tot seguit s'estenien dues iardes més per continuar tallant. Es calcula que durant 60 hores a la setmana el tallant feia l'acabat de 500 iardes de pana de 7 o 8 fils. El vellut es tallava de la mateixa manera però tenia 32 fils per polzada, per tant se'n produïa menys.
Tallar era només una part el procés. Calia mesurar el fil i teixir-lo amb un gran nombre de filades per fer l'ordit. En acabar, les vores es tallaven a mà. Es netejava per canviar la mida i es raspallava o perxava per aixecar el vellut. Llavors se socarrimava lleugerament sobre una flama de gas i s'esblanquia o es tenyia d'algun color. Es tornava a raspallar. Llavors es feia passar per un batà fins que agafava la mida estàndard. La peça de roba que es teixia feia unes 31 o 32 polzades però durant el processament s'encongia fins a les 27 polzades i abatanar-la l'ajudava a estabilitzar-ne la mida en 28 polzades. Llavors s'omplia s'afegia alguna substància a la part del darrere de la peça de roba per a donar-li consistència i tibantor, cosa que es podia fer amb una cola feta amb una barreja d'ingredients entre els quals hi havia ossos bullits. Cada fabricant tenia tècniques pròpies.

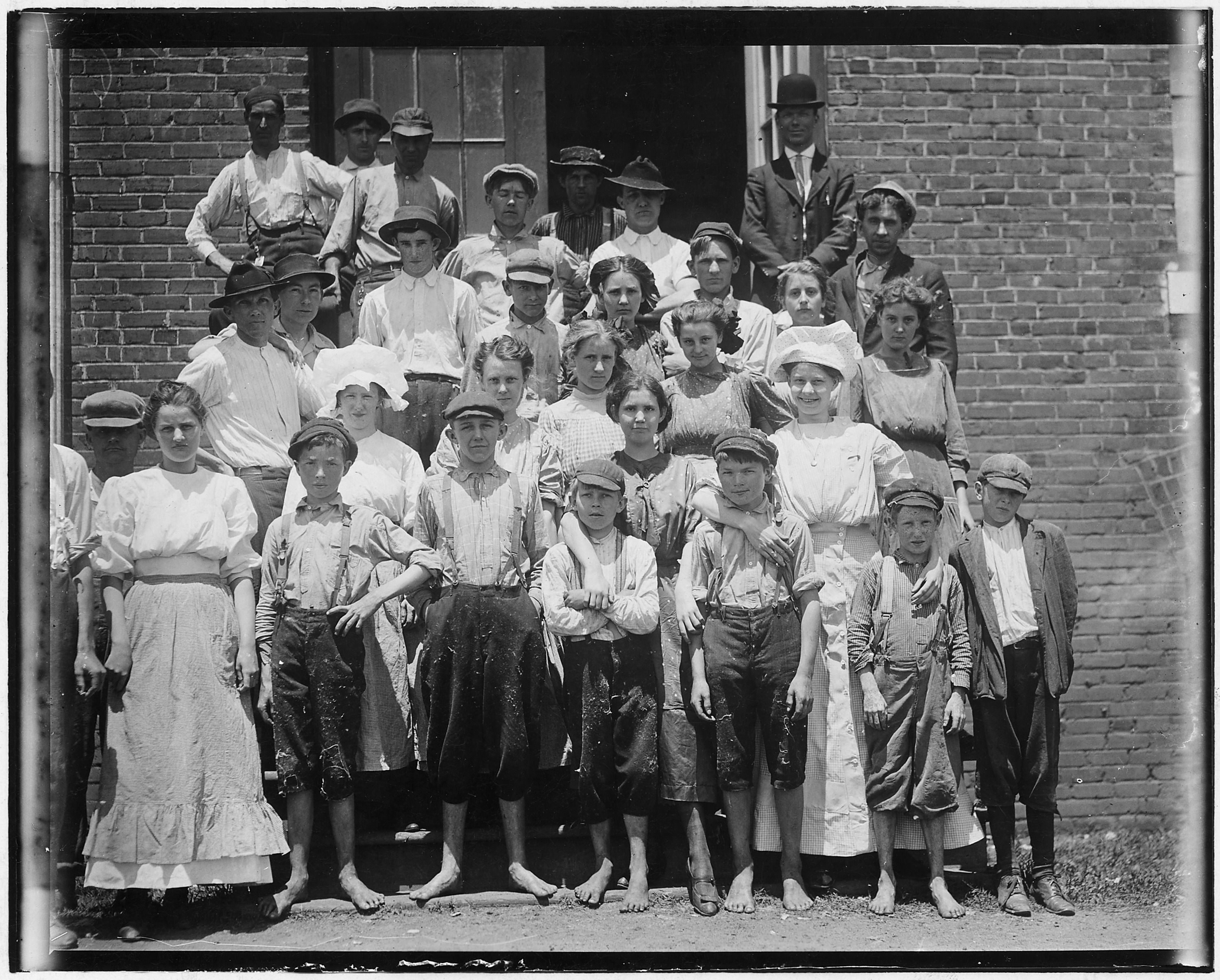
Treballadors d'una fàbrica el 1912. El fustany era la roba característica d'aquesta classe social.

## Símbol social
El fustany va passar de ser un teixit per a rics en l'Edat Mitjana, ja que la importació del cotó el feia molt especial, a ser un símbol de la classe treballadora. Quan el preu va baixar, per la fabricació a gran escala, es va valorar molt per la seva resistència i va ser el tipus de roba més adient per als treballadors amb un salari no gaire elevat els quals per tant havien de fer durar molt de temps la roba que tenien. Els colors més venuts entre els treballadors eren el gris i el marró, els més difícils d'embrutar.
El fustany va ser la roba de la classe treballadora sobretot durant el segle xix. Els representants sindicals més radicals acostumaven a portar jaquetes de fustany com a element reivindicatiu. Això es va produir sobretot durant l'època del cartisme. L'historiador Paul Pickering diu que el fustany era «una declaració de classe sense emprar paraules», una manera de dir que estaven orgullosos del que eren.